# Michail Ganew

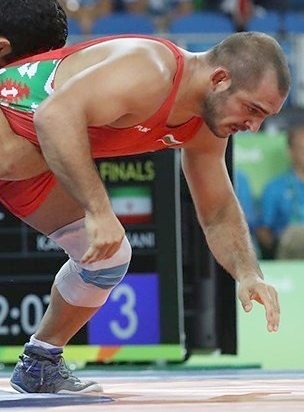
Michail Ganew

Michail Petrow Ganew (bulgarisch Михаил Петров Ганев, englisch Mihail Petrov Ganev, * 5. Januar 1985 in Weliko Tarnowo, Bulgarien) ist ein bulgarischer Ringer. Er wurde 2010 Weltmeister im freien Stil im Mittelgewicht.

## Werdegang
Michail Ganew begann als Jugendlicher im Jahre 1996 mit dem Ringen. Er betätigt sich nur im freien Stil und gehört mittlerweile dem bulgarischen Spitzenclub Lewski Sofia an. Trainiert wird bzw. wurde er dort von Petar Kassabow und von Simeon Schterew. Bei einer Größe von 1,70 Metern rang er als Erwachsener zunächst im Weltergewicht, wechselte aber 2008 in das Mittelgewicht. Er zählte schon im Nachwuchsbereich zu den besten bulgarischen Ringern und wurde deshalb bei mehreren Juniorenwelt- bzw. -europameisterschaften eingesetzt. Der größte Erfolg, der ihm dabei gelang, war der Gewinn des Weltmeistertitels der Junioren im Jahre 2005 im Weltergewicht. Er ist auch in Deutschlands Ringerkreisen gut bekannt, denn seit 2007 ringt er für den 1. Luckenwalder SC in der deutschen Bundesliga.
Im Jahre 2006 startete Michail Ganew erstmals bei einer Weltmeisterschaft der Senioren. In Guangzhou schaffte er dabei im Weltergewicht eine Sensation, als er als Neuling den zweifachen Olympiasieger und mehrfachen Welt- und Europameister Buwaissar Saitijew aus Russland nach Punkten besiegte. Er brachte dabei das Kunststück fertig, nach verlorener erster Runde (0:3 techn. Punkte), die zweite und dritte Runde jeweils bei Punktgleichstand (2:2 bzw. 1:1 techn. Punkte) durch die letzte Wertung zu gewinnen. Nach dem Kampf gegen Saitijew verlor er bei dieser Meisterschaft allerdings gegen Ibrahim Aldatow aus der Ukraine und gegen Soslan Tigiyev aus Usbekistan und kam damit nur auf den 5. Platz.
Im Jahre 2007 belegte Michail Ganew bei der Europameisterschaft in Sofia im Weltergewicht den 5. Platz, wobei er nach zwei gewonnenen Kämpfen gegen die erfahrenen kaukasischen Ringer Machatsch Murtasalijew, der für Russland startete und Çamsulvara Çamsulvarayev, der für Aserbaidschan rang, verlor. Bei der Weltmeisterschaft dieses Jahres in Baku verlor er gleich in seinen ersten Kampf gegen Krystian Brzozowski aus Polen, womit er ausschied und nur auf den 27. Platz kam.
Im Jahre 2008 wechselte Michail Ganew wegen Gewichtsschwierigkeiten in das Mittelgewicht. Er kam in dieser Gewichtsklasse bei der bulgarischen Meisterschaft hinter Arkadi Tsopa aber nur auf den 2. Platz und bekam deswegen vom bulgarischen Ringerverband keine Chance mehr, sich für die Olympischen Spiele in Peking zu qualifizieren. Er wurde aber bei der Europameisterschaft 2008 in Tampere eingesetzt, verlor dort aber schon in der 1. Runde gegen Piotr Ianulov aus Moldawien und erreichte nur den 13. Platz.
Im Jahre 2009 wurde ihm vom bulgarischen Ringerverband bei den internationalen Meisterschaften Miroslaw Gotschew vorgezogen. 2010 war Michail Ganew aber bei der Europameisterschaft in Baku im Mittelgewicht am Start. Er besiegte dort Radosław Marcinkewicz aus Polen, Armands Zvirbulis aus Lettland und Ibrahim Aldatow und unterlag im Halbfinale gegen Ansor Urischew aus Russland. Im Kampf um eine EM-Bronzemedaille besiegte er dann Anthony Junior Fasugba aus Italien, womit er seine erste Medaille bei einer internationalen Meisterschaft im Seniorenbereich gewann. Bei der Weltmeisterschaft dieses Jahres in Moskau setzte er diesem Erfolg noch einen Erfolg obendrauf. Er wurde dort nämlich mit Siegen über Stephen Hill, Neuseeland, Piotr Ianulov, Maciej Balwender, Polen, Soslan Kzojew, Russland und Zaurbek Soxiyev neuer Weltmeister im Mittelgewicht.
Dadurch ergibt sich die Besonderheit, dass mit Michail Ganew (freier Stil) für den 1. Luckenwalder SC und mit Christo Marinow (griechisch-römischer Stil) für den AC Lichtenfels beide Mittelgewichtsweltmeister in der Saison 2010/11 in der deutschen Bundesliga rangen.
Am 26. Dezember 2010 wurde Ganew bei der Schlichtung eines Streits in einer Diskothek in Gabrowo durch einen Messerstich verletzt und in der Folge stationär behandelt. Er konnte somit nicht an der bevorstehenden Europameisterschaft 2011 im März teilnehmen.
Michail Ganew genas jedoch so schnell, dass er bald das Training wieder aufnehmen und im Monat März 2011 in Dortmund bei der Europameisterschaft teilnehmen konnte. Allerdings merkte man ihm das ganze Jahr 2011 doch den Trainingsrückstand an. Bei der Europameisterkampf kam er zu Siegen über István Veréb, Ungarn und Michael Zozelaschwili, Israel, unterlag dann aber im Viertelfinale gegen Gheorghiță Ștefan aus Rumänien und kam auf den 7. Platz. Auch bei der Weltmeisterschaft 2011 in Istanbul war er im Mittelgewicht am Start. Er kam dort zu Siegen über István Veréb und Serdar Böke, Türkei, verlor aber gegen Alireza Goudarzi aus dem Iran und erreichte nur den 13. Platz.
2012 wurde Michail Ganew in Belgrad mit Siegen über Nathanael Leedon Ackerman, Großbritannien, Konstantin Völk, Deutschland, Ansor Urischow und Armands Zvirbulis, Lettland und einer Niederlage im Endkampf gegen Dato Marsagischwili, Georgien, noch einmal Vize-Europameister. Dieser Platz reichte aber nicht zur Teilnahme an den Olympischen Spielen 2012 in London. Er versuchte danach sich in drei Turnieren in Sofia, Taiyuan/China und in Helsinki für diese Spiele zu qualifizieren, was ihm aber nicht gelang.

## Internationale Erfolge
| Jahr | Platz | Wettbewerb                                        | Gewichtsklasse | Ergebnis |
| 2002 | 6.    | Junioren-EM (Cadets) in Vilnius                   | Bantam         | Sieger: Michail Holub, Ukraine vor Harnik Həybətov, Aserbaidschan |
| 2003 | 7.    | Junioren-WM in Istanbul                           | Leicht         | Sieger: Geandry Garzón Caballero, Kuba vor Suren Markosjan, Armenien |
| 2005 | 1.    | Junioren-WM in Vilnius                            | Welter         | vor Albert Saritov, Russland u. Elnur Əliyev, Aserbaidschan |
| 2005 | 7.    | Junioren-WM in Breslau                            | Welter         | Sieger: Elnur Əliyev vor Iwan Doroschenko, Ukraine |
| 2006 | 5.    | WM in Guangzhou                                   | Welter         | mit Siegen über Kunihiko Obata, Japan, Ahmet Gülhan, Türkei u. Buwaissar Saitijew, Russland u. Niederlagen gegen Ibrahim Aldatow, Ukraine u. Soslan Tigiyev, Usbekistan                           |
| 2007 | 1.    | David-Schultz-Memorial in Colorado Springs        | Welter         | vor Murad Gadschimuradow, Russland, Ramico Blackmon, USA u. Si Riguleng, China |
| 2007 | 5.    | EM in Sofia                                       | Welter         | mit Siegen über Vitalie Stancev, Moldawien u. Gheorghiță Ștefan, Rumänien u. Niederlagen gegen Machatsch Murtasalijew, Russland u. Çamsulvara Çamsulvarayev, Aserbaidschan                        |
| 2007 | 27.   | WM in Baku                                        | Welter         | nach Niederlage gegen Krystian Brzozowski, Polen |
| 2008 | 13.   | EM in Tampere                                     | Mittel         | nach einer Niederlage gegen Piotr Ianulov, Moldawien |
| 2010 | 3.    | EM in Baku                                        | Mittel         | mit Siegen über Radosław Marcinkiewicz, Polen, Armands Zvirbulis, Lettland u. Ibrahim Aldatow, einer Niederlage gegen Ansor Urischew, Russland u. einem Sieg über Anthony Junior Fasugba, Italien |
| 2010 | 7.    | Golden-Grand-Prix in Baku                         | Mittel         | Sieger: Novruz Temrezov, Aserbaidschan vor Jake Herbert, USA |
| 2010 | 1.    | WM in Moskau                                      | Mittel         | mit Siegen über Stephen Hill, Neuseeland, Piotr Ianulov, Maciej Balwender, Polen, Soslan Kzojew, Russland u. Zaurbek Soxiyev, Usbekistan                                                          |
| 2011 | 7.    | EM in Dortmund                                    | Mittel         | nach Siegen über István Veréb, Ungarn und Michael Zozelaschwili, Israel und einer Niederlage gegen Gheorghiță Ștefan                                                                              |
| 2011 | 9.    | Golden-Grand-Prix in Baku                         | Mittel         | nach einem Sieg über Magomed Subairow, Russland und Niederlagen gegen Şərif Şərifov, Aserbaidschan und Piotr Ianulov                                                                              |
| 2011 | 13.   | WM in Istanbul                                    | Mittel         | nach Siegen über István Veréb und Serdar Böke, Türkei und einer Niederlage gegen Alireza Goudarzi, Iran                                                                                           |
| 2011 | 3.    | Internationales Turnier "Moscow Lights" in Moskau | Mittel         | hinter Soslan Kzojew und Ansor Urischew, beide Russland |
| 2012 | 1.    | Mongolian Open in Ulaanbaatar                     | Halbschwer     | vor Gandsorigiin Mandachnaran, Rentsenbjambyn Pürewdagwa u. Natsagsürengiin Dsolbood, alle Mongolei                                                                                               |
| 2012 | 1.    | "Dan Kolow & Nikola Petrow"-Memorial in Sofia     | Mittel         | vor Adrian Jaoude, Brasilien, Sergei Kolesnikow, Israel und Amarhadschy Mahamedau, Weißrussland                                                                                                   |
| 2012 | 8.    | "Yaşar-Doğu"-Memorial in Ankara                   | Mittel         | Sieger: Jamal Mirzaei, Iran vor Serdar Böke, Türkei |
| 2012 | 2.    | EM in Belgrad                                     | Mittel         | nach Siegen über Nathanael Leedon Ackerman, Großbritannien, Konstantin Völk, Deutschland, Ansor Urischow und Armands Zvirbulis, Lettland und einer Niederlage gegen Dato Marsagischwili, Georgien |
| 2012 | 9.    | Olympia-Qualifikationsturnier in Sofia            | Mittel         | nach einem Sieg über Anthony Junior Fasugba, Italien und einer Niederlage gegen Marco Riesen, Schweiz                                                                                             |
| 2012 | 5.    | Olympia-Qualifikationsturnier in Taiyuan/China    | Mittel         | hinter José Daniel Díaz Robertti, Venezuela, Saslan Hatzyjeu, Weißrussland, Ermek Baidujaschew, Kasachstan und Emzarios Bedinidis, Griechenland                                                   |
| 2012 | 11.   | Olympia-Qualifikationsturnier in Helsinki         | Mittel         | Sieger: Jusdup Abdussalomow, Tadschikistan vor Orgodolyn Üitümen, Mongolei und Kim Gwan-uk, Südkorea                                                                                              |
| 2012 | 12.   | Weltcup in Baku                                   | Mittel         | Sieger: Şərif Şərifov vor Magomed Ibragimow, Russland |

## Erläuterungen
- alle Wettbewerbe im freien Stil
- WM = Weltmeisterschaft, EM = Europameisterschaft
- Leichtgewicht bis 66 kg, Weltergewicht bis 74 kg u. Mittelgewicht bis 84 kg, Halbschwergewicht, bis 96 kg Körpergewicht

## Auszeichnungen
- Sportler des Jahres (Bulgarien) 2010

## Weblink
- Kampf von Michail Ganew gegen Buwaisar Saitijew bei der Weltmeisterschaft 2006

| Personendaten    | Personendaten                                                    |
| ---------------- | ---------------------------------------------------------------- |
| NAME             | Ganew, Michail                                                   |
| ALTERNATIVNAMEN  | Ganew Petrow, Michail (vollständiger Name); Ganev Petrov, Mihail |
| KURZBESCHREIBUNG | bulgarischer Ringer                                              |
| GEBURTSDATUM     | 5. Januar 1985                                                   |
| GEBURTSORT       | Weliko Tarnowo, Bulgarien                                        |